# Garncarze
Garncarze (Furnariinae) – podrodzina ptaków z rodziny garncarzowatych (Furnariidae).

## Zasięg występowania
Podrodzina obejmuje gatunki występujące w Ameryce.

## Systematyka
Do podrodziny należą następujące rodzaje:
- Lochmias Swainson, 1827 – jedynym przedstawicielem jest Lochmias nematura (M.H.C. Lichtenstein, 1823) – strumieniak
- Phleocryptes Cabanis & F. Heine Sr., 1860 – jedynym przedstawicielem jest Phleocryptes melanops (Vieillot, 1817) – szuwarnik
- Limnornis Gould, 1839 – jedynym przedstawicielem jest Limnornis curvirostris Gould, 1839 – turzycownik
- Furnarius Vieillot, 1816
- Geocerthia Chesser & Claramunt, 2009 – jedynym przedstawicielem jest Geocerthia serrana (Taczanowski, 1875) – piaskownik kreskowany
- Upucerthia I. Geoffroy Saint-Hilaire, 1832
- Cinclodes G.R. Gray, 1840